# Énoxaparine

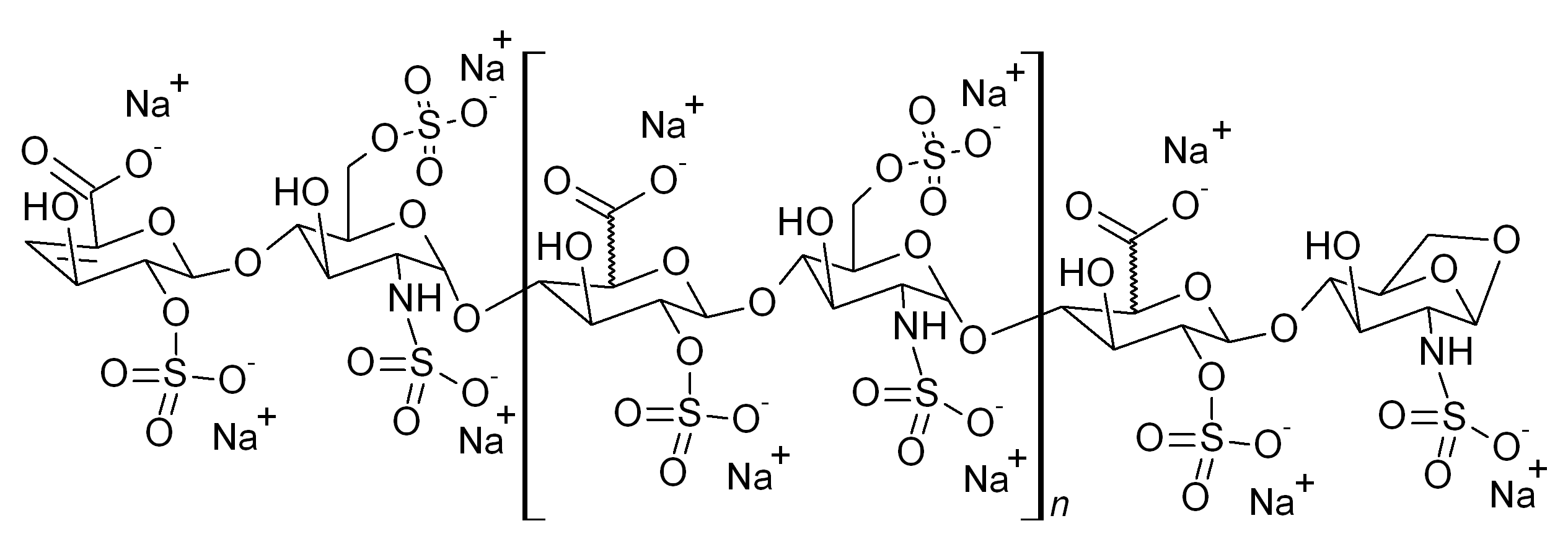
Représentation plane d'une molécule d'énoxaparine

L'énoxaparine [étym. : de eno- (origine inconnue) + -xa- (action anti-facteur Xa) + -parine (dérivé d'héparine)] est un anticoagulant issu du mucus d'intestin de cochon, molécule naturelle et est actuellement un des antithrombotiques les plus utilisés (sous les noms commerciaux de Lovenox et Clexane, ainsi que plusieurs médicaments biosimilaires).
Il a été initialement commercialisé par Rhône Poulenc puis par Aventis (résultat de la fusion Hoechst-HMR et Rhône-Poulenc) intégré depuis 2004 au groupe Sanofi.
Cette molécule est une héparine de bas poids moléculaire avec très peu d'effet secondaires mais qui est tout de même très puissante.
L'énoxaparine est également utilisé contre la phlébite pour les personnes atteintes de la COVID-19.

## Autres appellations
- En Belgique[2] et en Suisse[3], l'énoxaparine est vendu sous le nom de Clexane.